# Kremnické Bane
Kremnické Bane (allemand : Johannesberg, hongrois : Jánoshegy) est un village de Slovaquie situé dans la région de Banská Bystrica.

## Histoire
La première mention écrite du village date de 1361.

## Démographie

### Évolution de la population
| Année:               | 1994. | 2004.   | 2014.   | 2024.   |
| -------------------- | ----- | ------- | ------- | ------- |
| Nombre de personnes: | 247   | 265     | 268     | 251     |
| Différence:          |       | +7,28 % | +1,13 % | -6,34 % |

| Année:               | 2023. | 2024.   |
| -------------------- | ----- | ------- |
| Nombre de personnes: | 246   | 251     |
| Différence:          |       | +2,03 % |